# Танџипахоа (Луизијана)
Танџипахоа (енгл. Tangipahoa) град је у америчкој савезној држави Луизијана.

## Демографија
По попису из 2010. године број становника је 748, што је 1 (0,1%) становника више него 2000. године.
| Група             | 2000.       | 2010.       |
| Белци             | 63 (8,4%)   | 57 (7,6%)   |
| Афроамериканци    | 684 (91,6%) | 684 (91,4%) |
| Азијати           | 0 (0,0%)    | 2 (0,3%)    |
| Хиспаноамериканци | 1 (0,1%)    | 2 (0,3%)    |
| Укупно            | 747         | 748         |